# Нефёдовка (Харьковская область)
Нефёдовка (укр. Нефе́дівка) — село в Ольховатской сельской общине Купянского района Харьковской области Украины.
Код КОАТУУ — 6321485517. Население по переписи 2001 г. составляет 128 (52/76 м/ж) человек.
До 2020 года входило в Чорненский сельский совет,	
Великобурлукский район,	
Харьковская область.

## Географическое положение
Село Нефёдовка находится на левом и правом берегу реки Плотва, выше по течению примыкает село Чорное, ниже по течению — село Благодатное (Волчанского района).
В 1997 г. к селу были присоединены сёла Березки и Бабышкино.

## История
- 1699 — дата основания.
- До 17 июля 2020 года село входило в Чёрненский сельский совет, Великобурлукский район, Харьковская область.

## Объекты социальной сферы
- Школа.